# Иван Шишков
Иван Димитров Шишков е български просветен, църковен и революционен деец от Македония.

## Биография
Шишков е роден на 7 юли 1867 година в костурското българско село Здралци, тогава в Османската империя, днес в Гърция. В 1882 – 1883 година учи в костурското българско училище при Златко Каратанасов. В 1888 година завършва свещеническото училище в Одрин. От 1888 до 1901 година учителства в Македония. В 1901 година е ръкоположен за свещеник. Става председател на българската община във Валовища (днес Сидирокастро, Гърция). Наклеветен от гръцкия владика през април 1903 година Шишков е интерниран в родното си село.
Шишков участва в Илинденско-Преображенското въстание като четник при Кузо Блацки, като след погрома му бяга в България. От 1903 до 1908 година е енорийски свещеник в Оряховско. От 1908 до 1911 година е архиерейски наместник в Дедеагач, Ксанти и Гюмюрджина.
В 1912 година става протосингел на Велешката митрополия, от октомври 1912 година е председател на Гевгелийската българска община. От септември 1913 година е протосингел на Велешката българска митрополия.
След като по време на Междусъюзническата война в Гевгели влизат сръбски войски, Шишков е арестуван и мъчен от новите сръбски власти. Бяга в България и е енорийски свещеник в Габрово в 1913 – 1915 година.
От 1915 до 1918 година е енорийски свещеник и архиерейски наместник в Ксанти и Дедеагач, а до 1920 година в Софлу.
В 1920 година, след като Западна Тракия е загубена от България, се установява в Карнобат, където работи като енорийски свещеник до 1924 година. След това е енорийски свещеник в Бургас до 1935 година.
Умира през 1957 година в София.